# Unaspis emei
Unaspis emei är en insektsart som beskrevs av Tang 1986. Unaspis emei ingår i släktet Unaspis och familjen pansarsköldlöss. Inga underarter finns listade i Catalogue of Life.